# Thomas Whythorne

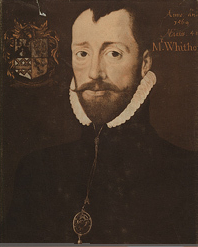
Thomas Whythorne

Thomas Whythorne (1528–1595) was een Engels componist uit de tijd van koningin Elizabeth I, wiens werk pas in de twintigste eeuw werd herontdekt.
Whythorne werd geboren in het graafschap Somerset. Afkomstig uit een gegoede familie kon hij naar het prestigieuze Magdalen College in Oxford.
Na zijn schooltijd probeerde hij in de gunst te komen bij een rijke edelman, zodat deze hem financieel zou ondersteunen en hij alle tijd zou hebben om te componeren. Aan het einde van zijn leven was Thomas Hastings zo'n edelman. Of het hem voor die tijd ook lukte, of dat Hastings hem al vroeg in zijn carrière steunde, is niet bekend.
Hij had in elk geval geld voldoende om door Europa rond te reizen. Whythorne verbleef een halfjaar in Italië; lang genoeg om Italiaans te leren en zich ook de muzikale tijd van het land eigen te maken.
Na zijn terugkeer in eigen land schreef hij een boek over zijn reizen door Italië, dat echter verloren is gegaan. Met zijn boek wilde hij de kennis over de Italiaanse cultuur en in het speciaal de muziek wakker schudden.
Hij deed dat aansluitend ook als (muziek)leraar in Cambridge en Londen. Hier maakte hij een epidemie van de builenpest mee (1568).
In 1571 werd hij benoemd tot Master of the Musicke van aartsbisschop Matthew Parker (1504-1574). In die periode publiceerde hij een bundel liederen: Songes for Three, Fower, and Five voyces, de enige Engelse wereldlijke muziek die sinds 1533 verscheen.
Rond 1576 bundelde Whythorne zijn liederen, gedichten en enkele autobiografische gegevens tot zijn Booke of songs and sonetts with longe discourses sett with them. Het boek wordt wel als de eerste Engelse autobiografie beschouwd.
Na zijn dood werd Whythorne spoedig vergeten. Pas in 1925 schreef Philip Heseltine, ook bekend als Peter Warlock een boek over deze Tudor-componist en ontrukte hem daarmee aan de vergetelheid: Thomas Whythorne, an unknown Elizabethan composer. Zijn autobiografie werd in 1955 herontdekt en werd sindsdien in de originele spelling en in een moderne 'vertaling' uitgegeven.